# Johnson Tuke
Johnson Ibo Tuke est un homme politique papou-néo-guinéen.

## Biographie
Ayant obtenu un diplôme d'électricien du Collège technique de Port-Moresby, il est le fondateur et directeur général d'une entreprise d'ingénierie et de travaux électriques.
Élu sans étiquette comme député de Kainantu aux élections législatives de 2012, il rejoint le Parti du progrès populaire une fois entré au Parlement national, et est nommé adjoint au ministre des Entreprises publiques Ben Micah dans le gouvernement de Peter O'Neill.
Réélu en 2017, il devient ministre des Ressources minières, et conserve cette fonction lorsque James Marape succède à Peter O'Neill comme Premier ministre en 2019. Il est battu dans sa circonscription aux élections législatives de 2022, et quitte donc le gouvernement.